# JoJo’s Bizarre Adventure
JoJo's Bizarre Adventure (яп. ジョジョの奇妙な冒険 Дзёдзё но кимё:на бо:кэн, «Невероятные  приключения ДжоДжо») — серия выпусков манги, автором и иллюстратором которой является Хирохико Араки. С 1987 по 2004 год серия публиковалась в журнале Weekly Shonen Jump, затем выпуск глав был перенесён в ежемесячный сэйнэн-журнал Ultra Jump. JoJo’s Bizarre Adventure является второй в числе крупнейших серий манги издательства Shueisha и включает в себя 137 томов, уступая лишь Kochikame, состоящей из более 200 томов.
История девяти частей манги разворачивается вокруг приключений Джонатана Джостара и его потомков: каждая часть представляет читателю отдельную историю и нового героя, способного применять в бою сверхъестественные способности. В манге также описаны события, происходящие в параллельной вселенной мира ДжоДжо — 7, 8 и 9 части.
На основе манги были созданы 13-серийная OVA (1993—2002), полнометражный анимационный фильм (2007), полнометражный игровой фильм (2017) и шесть сезонов сериала (2012—2022) производства студии David Production. Кроме того, по мотивам JoJo были изданы книги в формате ранобэ и созданы компьютерные игры.
Критики в основном положительно оценили JoJo’s Bizarre Adventure как франшизу в целом. В частности, ими были отмечены самобытный дизайн и сюжетное развитие манги, хорошая проработка окружающего мира и сеттинга. По мнению обозревателей, боевые сцены также выгодно выделялись тем, что победу протагонистов предрешала не сила противника, а способность продумывать выигрышную стратегию боя, но, с другой стороны, сражения часто отличались излишней жестокостью.
Каждая отдельная часть серии обладает своими преимуществами и недостатками: первые две части манги были признаны самыми слабыми во франшизе; в поздних же работах критики отметили отход Араки от концепции «сражения добра и зла» в сторону изучения психологии, внутренних конфликтов персонажей и этических проблем.
С начала выпуска манги на территории Японии было продано более 120 миллионов её танкобонов. По результатам нескольких опросов JoJo’s Bizarre Adventure была признана одной из лучших манг. Помимо этого, работы Хирохико Араки, созданные по вселенной JoJo, выставлялись в Лувре в Париже. Кроме того, мангака сотрудничал с итальянским домом моды Gucci, где представлял изображения персонажей из вселенной Jojo на тематической экспозиции, поскольку именно модные дома послужили для Араки источником вдохновения при создании манги.

## Сеттинг

Изображение главных героев каждой части франшизы JoJo, кроме восьмой и девятой (слева направо): Джонатан Джостар, Джорно Джованна, Дзётаро Кудзё, Джозеф Джостар, Джолин Кудзё, Джонни Джостар и Дзёсукэ Хигасиката

Вселенная JoJo’s Bizarre Adventure является отражением реального мира, в котором некоторые из людей способны преобразовывать внутреннюю духовную силу в «стенды» (яп. スタンド сутандо), другая известная форма энергии — «хамон» (яп. 波紋 хамон). Каждая часть — это независимая история с разными действующими лицами. Главных героев объединяет принадлежность к общему семейному древу Джостаров, о чём свидетельствует родимое пятно в виде звезды на левой части шеи, а также способность применять в бою хамон или стенд. Хирохико Араки в своей франшизе каждый раз выбирает местом действия новые страны: Англию, США, Японию, Италию, Египет, Сингапур, Индию, Пакистан и Саудовскую Аравию. Многие имена персонажей и стендов взяты из названий известных рок-групп и певцов, исполняющих в стиле джаз, рок и хип-хоп. У главных героев в именах и фамилиях присутствуют слоги из слова JoJo (ДжоДжо) (яп. ジョジョ Дзёдзё).
Франшиза JoJo’s Bizarre Adventure обладает рядом отличительных черт в сравнении с другими произведениями манги. Например, персонажи, начиная с четвёртой части, обладают яркой андрогинной внешностью и выделяются подробной прорисовкой отдельных частей тела и лица. Также герои при столкновении с противниками часто принимают необычные положения тела, получившие название «позы „Jojo“» и широко известные в современной японской культуре. Помимо этого, для сцен из манги JoJo свойственно частое использование ономатопеи — звукоподражающих символов катаканы, которые применяются с целью передачи определённой эмоциональной атмосферы, или «ауры», исходящей от персонажа.

### Сюжет
Часть 1ː Phantom Blood
Действие происходит в Великобритании, в XIX веке. Молодой сын богатого помещика Джорджа Джостара, Джонатан вынужден делить дом вместе с новым сводным братом — Дио Брандо. Тот в свою очередь намеревается заполучить наследство, по праву принадлежащее Джонатану. После тщетных попыток Дио обращается в вампира, надевая на себя таинственную каменную маску, убивает Джорджа и сжигает поместье. Джонатан отправляется в путешествие и находит новых союзников, осваивая боевую технику «хамон» (яп. 波紋 Хамон), с помощью которой можно победить нежить, в том числе и Дио с его новыми слугами-мертвецами.
Часть 2ː Battle Tendency
Действие переносится в 1939 год. Немецкая экспедиция находит в Мексике среди руин окаменелого человека и оживляет его. Однако нацисты не осознают опасность находки, и пробуждённый «человек-из-колонны» (яп. 柱の男 хасира но отоко) («пиллармены») убивает работников лаборатории и сбегает, чтобы затем пробудить ото сна своих собратьев. Вместе они намереваются вернуть господство над человечеством. Древним вампирам должен противостоять Джозеф Джостар, главный герой и внук Джонатана Джостара. Джозеф объединяется с новыми союзниками и осваивает навык владения боевой техникой «хамон», так как только с помощью хамона возможно уничтожить тело вампира.
Часть 3ː Stardust Crusaders
Действие происходит в 1987 году. Дио Брандо пробуждается от долгого сна, когда саркофаг с его телом был вытащен рыбаками со дна Атлантического океана. Становится ясно, что Дио сумел захватить тело Джонатана. По этой причине у всех потомков Джонатана пробуждаются «стенды» (яп. スタンド сутандо). Их получают Джозеф Джостар, его дочь Холли Кудзё и внук Дзётаро Кудзё. Холли, однако, не может справиться со своей новой силой, и ей остаётся жить не более 50 дней. Единственный способ спасти Холли — убить Дио до истечения данного срока. Так Джозеф, Дзётаро и их новые союзники отправляются в путешествие через страны Средней Азии и сталкиваются по пути с приспешниками Дио.
Часть 4ː Diamond Is Unbreakable
Действие происходит в Японии в 1999 году. Семья Джостаров узнаёт, что у Джозефа есть внебрачный сын — Дзёсукэ Хигасиката, который проживает в японском городе Морио. Сам Дзёсукэ вскоре узнаёт о наличии в городе артефактов — «лука и стрелы», способных делать из людей новых носителей стендов. По мере поисков артефактов, Дзёсукэ и его новые союзники, в том числе приехавший в город Дзётаро Кудзё, узнают о более серьёзной угрозе в лице серийного убийцы Ёсикагэ Киры и владельца стенда, который не оставляет никаких следов после себя.
Часть 5ː Golden Wind
Действие происходит в Италии, в Неаполе, в 2001 году. Главным героем становится Джорно Джованна, который формально является сыном Дио Брандо, но биологическим потомком Джонатана Джостара. Джорно хочет стать боссом мафии, чтобы избавиться от наркоторговцев, продающих наркотики детям. Команда, к которой он присоединяется, состоит из носителей стендов, должна бороться против босса мафии Дьяволо и защищать его дочь — Трис Уну, которую Дьяволо намеревается убить, чтобы скрыть свою личность.
Часть 6ː Stone Ocean
Действие происходит в 2011 году, в порту Сент-Люси, во Флориде. Дочь Дзётаро Кудзё — Джолин Кудзё — сажают в тюрьму из-за несчастного случая. В заключении девушка сталкивается с таинственным стендом Уайт Снейком, действующим без хозяина и способным забирать у цели «стенд и душу», обрекая её на кому и затем смерть. Его очередной жертвой становится Дзётаро, прибывший в тюрьму, чтобы забрать оттуда Джолин. Героиня должна скорее спасти отца и для этого объединяется с другими заключёнными, обладающими стендами.
Часть 7ː Steel Ball Run
Это альтернативная история, не связанная с предыдущими частями JoJo, является интерпретацией первой части Phantom Blood. Многие персонажи являются инкарнациями героев из первых шести частей франшизы. Действие этой истории происходит в 1890-е годы в США, во время международных скачек на лошадях. Победителю обещана награда в 50 миллионов долларов. Сюжет представляет двух главных героев — Джайро Цеппели и Джонни Джостара, которые также принимают участие в гонках. За гонками следит президент США Фанни Валентайн, который намеревается найти святые мощи, способные расширять силы стенда носителя. С помощью новой силы Валентайн хочет сделать США сильнейшей державой мира. Однако мощи находят Джайро и Джонни, и теперь главные герои должны защищаться от тайных агентов, работающих на президента.
Часть 8ː JoJolion
Действие происходит в 2011 году в Японии. Сюжет является интерпретацией четвёртой части Diamond Is Unbreakable. В вымышленном городе Морио в результате землетрясений и цунами стали появляться возвышенности неясной природы с симметричными отверстиями. Молодая девушка по имени Ясухо Хиросэ находит под завалами молодого человека, страдающего амнезией, и называет его «Дзёсукэ». Главный герой пытается раскрыть тайну своего прошлого и узнаёт, что является слиянием двух разных людей. Дальнейшее изучение своего прошлого приводит главного героя к тому, что он сталкивается с деятельностью преступного синдиката в городе, который продаёт плоды таинственного дерева локакака, способные исцелять людей и «забирать» что-то взамен.
Часть 9ː The JoJoLands
Действие происходит в 2020-х годах на острове Оаху, в Гавайях. Главный герой Джодио Джостар хочет разбогатеть. Он вместе со своим братом Драгоной Джостар работает в преступной организации, занимаясь продажей наркотиков и воровством. Однажды Джодио и Драгоне поручают украсть стоящий целое состояние алмаз у богатого японского туриста. Герои не подозревают, в какие опасные события оказались втянуты.

## История создания

### Классическая трилогия (1987—1992 год)
| |  |
| Араки, работая над передачей мускулатуры персонажей, вдохновлялся фильмами «Терминатор» и «Рэмбо», где главные роли исполняли актёры Арнольд Шварценеггер и Сильвестр Сталлоне |  |

По словам Араки, идея создания манги JoJo началась с вопроса, «кто является сильнейшим человеком в мире», при этом он также хотел затронуть в сюжете темы справедливости и бессмертия. Так мангака решил посвятить сюжет сражению между бессмертными созданиями и героями-мачо. Помимо этого, за два года до началa работы над Phantom Blood, Араки посетил Италию, где в музеях изучал произведения искусства, в которых, по его словам, он увидел изображение красоты человеческого тела и захотел передать то же самое чувство в своей манге. Kонцепцию сражений Араки изначально перенял у Babel II и старался всегда ей следовать в своём произведении. Мангака придерживается принципа, что в манге не так важен сюжет, если хорошо проработаны сеттинг и персонажи. Помимо этого, Араки был вдохновлён фильмами «Рэмбо» и «Терминатор», которые в 1980-е годы пользовались большой популярностью в Японии.
Как признался Араки, он шёл на авантюру, так как в то время существовало негласное табу на создание героев-иностранцев в сёнэн-манге. Работая над главным героем Джонатаном и злодеем Дио, автор хотел противопоставить их друг другу, как свет и тьму. При этом Араки отмечал, что его первый герой получился слишком положительным, и ему не хватало слабых качеств. Мангака был заинтересован в повествованиях, которые охватывают жизнь многих поколений, таких как, например, «К востоку от рая», или франшиза произведения «Крёстный отец», где показано взаимодействие нескольких поколений со сменой главных героев. Такое взаимодействие он хотел показать и в своей будущей франшизе.
Работая над первой частью, Араки пришёл к идее создать трилогию, где в третьей части уничтожение злодея Дио Брандо стало бы заключительной точкой в истории. Однако впоследствии мангака понял, что сюжет первой части получится тупиковым, и, предварительно согласовав этот вопрос с издателями, решил снова сломать важное табу для сёнэн-произведений и «убить» главного героя, для возможности перезапуска серии и демонстрации новых событий, которые было бы невозможно показать в Phantom Blood. При этом Араки решил также «временно убить» Дио Брандо, чтобы тот в будущем вернулся в качестве злодея, но его возвращение должно было состояться не сразу после Phantom Blood, а через некоторое время, за которое произойдёт множество событий. Новый главный герой второй части — Джозеф Джостар, намеренно был создан непохожим на Джонатана, за исключением внешности и крепкого телосложения. Действие Battle Tendency происходит в первой половине XX века, и в сюжете манги прослеживается сходство с произведениями об Индиане Джонсе.
Позже Араки совершил поездку по странам Ближнего Востока и Северной Африки, из впечатлений от которой он черпал своё вдохновение при создании третьей части — Stardust Crusaders, — где основными местами действия становятся Индия и Египет. Кроме того, одним из главных источников вдохновения для мангаки служил фильм «Вокруг света за 80 дней». Перед созданием манги Араки столкнулся с проблемой того, что не может придумать новые боевые техники для персонажей с использованием силы хамон, так как уже раскрыл весь возможный потенциал этой способности в первых двух частях манги. В результате он пришёл к выводу о необходимости ввода принципиально новой сверхъестественной силы, что выразилось в появлении «стендов» в Stardust Crusaders. При этом переход сражений от «хамона» к «стендам» прошёл не очень гладко и встретил непонимание многих фанатов франшизы. Помимо этого, Араки воспользовался идеями учений синтоизма, а также карт таро. Из-за возможности создавать бесконечное число разных стендов с уникальными способностями Араки назвал их своей новой «золотой жилой». Дзётаро Кудзё, главный герой третьей части, был создан под впечатлением от американского актёра Клинта Иствуда. Помимо этого, автор манги всегда стремится придать «загадочность» своему сюжету — его с самого детства тянуло к мистике.

### Остальные части (1992—2003 год)
На фоне успеха Stardust Crusaders Араки решил продолжить свою франшизу, одновременно придерживаясь принципа, что его новая работа не должна быть похожей на предыдущие. В частности, мангака хотел по-новому изобразить противников, которые убивают героя не целенаправленно («во имя общей цели»), как в ролевой игре, а имеют на то свои личные причины, например, защищают территорию своего дома от непрошеных гостей. Прообразом для вымышленного города Морио послужил родной город мангаки — Сэндай. Согласно задумке, город является местом обитания множества носителей стенда и его потрясает серия преступлений, которые должны раскрыть главные герои. Араки хотел придать особую атмосферу манге, где «серийным убийцей может оказаться твой сосед». Если в первых трёх частях, по словам мангаки, идёт «соприкосновение реального и мифического миров», то в новой работе он хотел сделать упор на повседневную жизнь, которую каждый день переживает главный герой. Мангака признался, что привязался к главному герою Дзёсукэ, словно он его близкий друг, в противоположность Дзётаро, которого Араки представлял как «героя из мифического мира». Автор отметил, что он не смог воплотить множество интересных задумок в Diamond is Unbreakable, например, изобразить подробнее воссоединение отца (Джозефа) и сына (Дзёсукэ), и поэтому он считает четвёртую часть манги по сей день незавершённой.
Главный герой пятой части Golden Wind является первым персонажем — не прямым потомком Джостара, однако по-прежнему связанным с ним кровью. Помимо этого, мангака хотел придать сюжету драматическую глубину — показать, как персонажи подвергаются остракизму со стороны общественности, но по-прежнему не отказываются от присущего им чувства справедливости. Как заметил Араки, в предыдущих работах он старался избегать драматических сцен, так как редакторы утверждали, что у него плохо получается их изображение. При создании Джорно Джованны Араки придерживался принципа, что он не обязательно должен быть вершившим добро героем, однако перед Джорно стоит некая дилемма, к решению которой он стремится в течение развития сюжета и, как главный герой, должен решить её в одиночку.
В шестой части Stone Ocean Араки делает главным персонажем женщину. Автор заметил, что в 1980-е годы в манге было немыслимо изображать женщин с кулаками, они должны были быть слабыми и нежными. Однако, на фоне роста женской эмансипации и появления американских фильмов с «женщинами-мачо», он начал менять своё мировоззрение, что выразилось в создании части с главной героиней и преимущественно женскими персонажами.

### Перезапуск вселенной (2004 год — настоящее время)
Седьмая часть — Steel Ball Run, представляет собой перезапуск франшизы и вселенной JoJo. В ней представлены события и персонажи, не связанные со старой вселенной. При этом произведение с 2005 года публиковалось в журнале Ultra Jump. Араки данный переход объяснил тем, что всегда писал для юной аудитории, но в какой-то момент стал «чувствовать себя слишком тесно» и решил в результате нацелиться на более широкий круг взрослых читателей. Так, в своём произведении автор решил сделать акцент на тонком психологическом описании персонажей, выражении их чувств и рассказать историю больших масштабов, чем в ранних работах. Мангака вдохновлялся драматическим американским телесериалом «24 часа» и кинотрилогией «Властелин колец». Помимо этого, автор желал затронуть многие этические вопросы, такие как изнасилование, бытовое насилие, гомосексуальность и другие. С одной стороны, мангака не желал подчёркивать, что Steel Ball Run является непосредственным продолжением шести предыдущих частей манги, но с другой стороны признался, что «нехорошо полностью хоронить прошлые работы из-за творческих капризов автора». При этом своё решение перезапуска вселенной Араки объяснил желанием расширить новый мир и показать в нём истории, которые не были бы возможны в старой вселенной. С одной стороны, Араки желал через Steel Ball Run привлечь новых читателей, с другой — не отказываться от наследия предыдущих частей и оставить множественные отсылки к их персонажам, называя их «параллельными инкарнациями». Объясняя своё желание связать тему манги с гонками на лошадях, Араки заметил, что ему всегда нравилась идея того, что человек и лошадь во время гоночных соревнований способны «становиться одной сущностью».
В восьмой части — Jojolion, Араки решил сделать основным местом действия вымышленный город Морио, однако незадолго до начала выпуска первой главы в Японии произошли масштабные землетрясения. Данное событие мангака решил отразить и в сюжете, согласно которому Морио пострадал от недавнего землетрясения и вокруг стали расти странные возвышенности — «глаза на стенах». Хотя Араки признался, что на тот момент он уже продумал основное развитие сюжета и поэтому «глаза на стенах» едва ли повлияют на основную историю манги. Jojolion представляет собой альтернативный сюжет Diamond Is Unbreakable. Работая над мангой, Араки устраивал эксперименты с жанрами, которые не пользовались популярностью у редакторов Weekly Shonen Jump.
Предварительное название девятой части серии — JoJolands (яп. ジョジョランズ JoJoranzu) было анонсировано Араки 19 августа 2021 года в сентябрьском номере журнала Ultra Jump.

### Эволюция стиля

Изображение, демонстрирующее эволюцию стиля персонажей Араки с 1980-х годов до 2010-х

Одной из главных особенностей персонажей Араки является их стиль одежды и макияж, который насыщен яркими красками. Сам автор утверждает, что был вдохновлён работами Поля Гогена и другими произведениями западных художников, в которых использованы яркие краски. Также мангака увлекался изучением итальянской культуры, в частности, интересовался скульптурами Микеланджело, с которых пытался срисовать позы персонажей.
Сам Араки признался, что долгое время стремился найти свой стиль рисования персонажей и сначала изображал их мускулистыми, так как это было очень популярно в 1980-е годы, когда в похожем стиле изображались персонажи таких хитов, как, например, «Кулак Полярной звезды». Одновременно в 1980-е годы в Японии вспыхнул интерес к западной моде и французским дизайнерам, таким как Кристиан Диор и другие. Сам автор, тоже вдохновлённый их творениями, решил «одевать» своих персонажей в модные костюмы, чтобы сделать их ярче и индивидуальнее.
Позже, в 1990-е годы, Араки решил отказаться от изображения мускулистых тел, полагая, что это явление в манге вышло из моды. Например, при создании Джорно Джованны, главного героя Golden Wind, мангака стремился придать ему более реалистичные пропорции тела, нежели героям из предыдущих частей. Идея изменить художественный стиль пришла ещё во время создания Diamond is Unbreakable, где Араки постепенно начал изменять пропорции тел персонажей в сторону более реалистичных. В своих поздних работах мангака стал больше вдохновляться фотографиями моделей, в основном женских, а также уделять особое внимание костюмам и макияжу персонажей. Араки заметил большую разницу в отношении к его работам в Японии и на Западе: в частности, в Японии, со слов мангаки, до сих пор живёт целое поколение людей, считающих любую мангу вредным для подростков явлением, и это приводит к тому, что мангу по-прежнему не принято рассматривать как вид современного искусства. Во Франции же, например, комиксы принято рассматривать как искусство. Араки отметил, что его даже несколько раз приглашали на встречи современных деятелей искусств, — по мнению мангаки, такого рода вещи немыслимы в Японии. Например, Араки сотрудничал с итальянским брендом Gucci и публиковал свои работы в западных журналах моды. Из-за изменений в стиле персонажей среди читательской аудитории увеличилось количество женщин.
Араки в одном из интервью 2012 года заметил, что, перечитывая свои первые части JoJo, например, Phantom Blood, чувствует, будто их создавал кто-то другой, и сам с трудом верит, что когда-то мог рисовать в подобном стиле. Поэтому Араки старается перечитывать старые работы лишь в том случае, когда выступает консультантом в создании фильмов, аниме и игр по мотивам его манги. Также мангака признался, что больше не может рисовать персонажей в старом стиле 1980-х годов.

## Медиа

### Манга

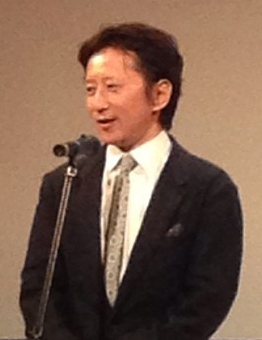
Хирохико Араки, автор франшизы Jojo’s Bizarre Adventure

Манга начала выпускаться в журнале Weekly Shonen Jump в 1987 году. Первый том был выпущен издательством Shueisha 10 августа 1987 года. Манга разделена на части, которые охватывают сюжетные части разных членов семьи Джостаров и их потомков, начиная с конца XIX века и заканчивая нашим временем. Первая часть манги Phantom Blood (яп. ファントムブラッド Фантому Бураддо) охватывает лишь 5 танкобонов, которые выпускались в 1987 и 1988 годах. Вторая часть Battle Tendency (яп. 戦闘潮流 Сэнто: Тёрую:) включает 7 танкобонов, которые выпускались с 1988 по 1989 год. Третья часть Stardust Crusaders (яп. スターダストクルセイダース Сута:дасуто Курусэйда:су) выпускалась с 1989 по 1993 год и включает 16 танкобонов. Эта часть считается самой популярной, в ней появляются «стенды», а также она имеет наибольшее количество экранизаций (2 OVA и 2 аниме-сериалa). Четвёртая часть Diamond Is Unbreakable (яп. ダイヤモンドは砕けない Дайямондо ва Кудакэнай) включает в себя 18 томов, которые выпускались с 1992 по 1996 год. Впоследствии Хирохико Aраки создал по ней ряд романов и спин-оффов. Пятая часть Golden Wind (яп. 黄金の風 O:гон но Кадзэ) выпускалась с 1996 по 1999 год и включает в себя 17 томов. Шестая часть Stone Ocean (яп. ストーンオーシャン Суто:н О:сян) включает в себя 17 томов, которые выпускались с 2000 по 2003 год. Главным героем впервые становится персонаж женского пола. Седьмая часть Steel Ball Run (яп. スティール・ボール・ラン Сути:ру Бо:ру Ран) выпускалась с 2004 по 2011 год и включает в себя 24 тома. Восьмая, последняя часть JoJolion (яп. ジョジョリオン Дзёдзёрион) начала выпускаться с 2011 года. Первый том занял второе место в списке бестселлеров в Японии, в первую неделю было продано 237 374 копий. Второй том занял третье место (204 791 копий), третий том занял снова второе место (260 080 копий) и четвёртый том — второе место (224 551), насчитывает 27 томов, что делает данную часть самой длинной в серии.
В начале 1990-х годов компания Viz Media планировала выпустить мангу JoJo’s Bizarre Adventure в США под названием The Strange Adventures of JoJo. Предполагалось, что перевод на английский начнётся после полного выпуска Baoh, другой работы Хирохико Араки, которая не имела коммерческого успеха. В 2002 году снова поднимался вопрос о переводе манги и её выпуске в виде отдельных ежемесячных глав, после чего тема была закрыта.
Stardust Crusaders начала выпускаться в США в 2005 году. По мнению Джейсона Томсона из ANN, манга JoJo имела потенциал стать известной на Западе, так как после выпуска OVA-экранизации и тематических видео-игр многие зрители и игроки узнали о франшизе; в частности, популярностью стали пользоваться боевые выкрики Дио Брандо, ставшие интернет-мемами. Сначала тома манги выпускались ежемесячно, но позже выпуски стали выходить ежеквартально. Первый том был выпущен 8 ноября 2005 года, а последний — 7 декабря 2010 года. В английской версии манги многие персонажи носят другие имена, а в некоторых сценах присутствует цензура, в частности, автором манги были перерисованы сцены, содержавшие насилие над животными. Главы манги JoJo’s Bizarre Adventure также выпускались в Италии компанией Star Comics, во Франции компаниями J’ai Lu и Tonkam, и в Тайване компаниями Da Ran Culture Enterprise и Tongli Publishing.
В 2013 году американская компания Viz Media объявила, что собирается выпустить цифровую версию Stardust Crusaders и, в зависимости от коммерческого успеха тиражей, в дальнейшем и остальные части, однако впоследствии столкнулась со множеством проблем из-за частых отсылок к именам и названиям реальных музыкантов и модельеров, что считается нарушением авторского права на территории США. В сентябре 2014 года Viz Media выпустила первую часть — Phantom Blood — в виде издания JoJonium, состоявшего из трёх томов в твёрдом переплёте. В марте 2015 года вышла новая версия издания с цветными страницами. В это же время стало доступно цифровое издание второй части Battle Tendency, а в ноябре того же года эта часть появилась в виде печатного издания. Осенью 2016 года Viz снова переиздала третью часть — Stardust Crusaders — в твёрдом переплёте.
19 августа 2021 года автор франшизы Хирохико Араки анонсировал предстоящий выпуск девятой части манги под предварительным названием JOJOLANDS.

### Спин-оффы
Араки создал ряд спин-оффов, посвящённых приключениям второстепенного персонажа Рохана Кисибэ, объединённых в серию Thus Spoke Kishibe Rohan (яп. 岸辺露伴は動かない Кисибэ Рохан ва Угоканай). Первый из них под названием Episode 16: At a Confessional (яп. エピソード16:懺悔室 Эписоːдо 16: Дзангэ-сицу) был выпущен 7 июля 1997 года в журнале Weekly Shōnen Jump, последний Episode 11: Drip Painting Style (яп. エピソード#11 ドリッピング画法 Эпидзоːдо 11 Дориппингу Гахо:) был разделён на две части. Первая часть вышла 19 апреля 2022 года, вторая — 19 мая 2022 года. Обе части вышли в журнале Ultra Jump.
Часть созданных спин-оффов затрагивала сюжетные линии других персонажей. Например, в 1999 году в журнале Allman была выпущена манга Dead Man’s Questions (яп. デッドマンズQ Дэддомандзу Q), состоящая из трёх глав, где сюжет разворачивается после событий Diamond Is Unbreakable .. Данная манга и Episode 16: At a Confessional были собраны в коллекцию Under Jailbreak, Under Execution (яп. 死刑執行中脱獄進行中 Сикэйсикко: тюдацуго кусинко: тю). Другая история под названием Oingo Boingo Brothers Adventure (яп. オインゴとボインゴ兄弟大冒険 Оинго то боинго кёдай дайбо:кэн) была выпущена октябре 2002 года, её сюжет разворачивается вокруг главных персонажей из Stardust Crusaders.
Араки также нарисовал цветной 123-страничный комикс Rohan au Louvre (яп. 荒木飛呂彦 岸辺露伴 ルーヴルへ行く Араки Хирохико кисибэ рохан ру:вуру э ику) специально для выставки комиксов Le Louvre invite la bande dessinée в Лувре. В том же году эта глава была опубликована во Франции и выпускалась в журнале Ultra Jump. Затем, в феврале 2012 года, серия была выпущена в США компанией NBM Publishing. Специальный выпуск Rohan Kishibe Goes to Gucci (яп. 岸辺露伴 グッチへ行く Кисибэ рохан Гутти э ику), был создан в результате сотрудничества между автором манги, японским женским журналом моды Spur и итальянским брендом Gucci, и впервые представлялся на выставке Gucci в Японии. Также в 2012 году был создан спин-офф шестой части манги Jolyne, Fly High with GUCCI (яп. 徐倫、GUCCIで飛ぶ Дзё рин, гутти дэ тобу), изданный в журнале Spur в феврале 2013 года.
В сентябре 2021 года Ultra Jump анонсировала спин-офф мангу авторства Кохэя Кадоно, известного за создание серии ранобэ Boogiepop и иллюстратора Тасуку Карасумы, известного за создание иллюстраций к манге No Guns Life. Главными героями станут Дзёсукэ Хигасигата, главный герой четвёртой части Diamond Is Unbreakable и Хол Хорс, один из антагонистов третьей части Stardust Crusaders.

### Книги
На основе манги разными авторами было создано множество романов в формате ранобэ, автором иллюстраций к которым выступал Хирохико Араки. Первый роман под названием JoJo’s Bizarre Adventure, основанный на третьей части Stardust Crusaders, был выпущен 4 ноября 1993 года, автор романа — Хироси Ямагути. Второе ранобэ авторства Гити Оцуки и Мии Сётаро GioGio's Bizarre Adventure II: Golden Heart/Golden Ring (яп. ジョジョの奇妙な冒険 II ゴールデンハート/ゴールデンリング) было выпущено 28 мая 2001 года и базировалось на пятой части Golden Wind. Оба романа помимо Японии публиковались в Италии на итальянском языке: первый вышел в 2003 году, а второй — в 2004.
В 2000 году стало известно, что известный мангака Хиротака Адати собирается написать роман, основанный на четырёх частях франшизы. По утверждению автора, написание романа проходило с трудом: в 2004 году Адати заявил, что написал более 2000 страниц, но бросил эту работу. Дописать роман удалось к 2007 году, ему было дано название The Book: JoJo’s Bizarre Adventure 4th Another Day.
В апреле 2011 года японские мангаки Нисио Исин, Кёхэй Кадоно и Отаро Майдзё объявили о своём намерении написать романы (каждый по одному), приуроченные к 25-летию франшизы. Работа Кадоно под названием Shameless Purple Haze: Purple Haze Feedback (яп. 恥知らずのパープルヘイズ -ジョジョの奇妙な冒険より-、Purple Haze feedback) была выпущена 16 сентября 2011 года и основана на пятой части манги Golden Wind. Работа Исина JoJo’s Bizarre Adventure Over Heaven по мотивам третьей части Stardust Crusaders была издана 16 декабря 2011 года. Работа Майдзё под названием Jorge Joestar была выпущена 29 сентября 2012 года. Здесь сюжет разворачивается вокруг Джорджа Джостара II, сына Джонатана Джостара, главного героя первой части, который никогда не появлялся в оригинальной манге. По сюжету романа он родился на Канарских островах и работает в качестве пилота Royal Air Force.

### CD-драмы
В 1992 и 1993 годах на основе Stardust Crusaders были выпущены три части CD драмы под названием: JoJo's Bizarre Adventure Volume 1: Meet Jotaro Kujo (яп. ジョジョの奇妙な冒険第1巻 空条承太郎見参の巻), JoJo's Bizarre Adventure Volume 2: The Death of Avdol (яп. ジョジョの奇妙な冒険第2巻 アヴドゥル死すの巻) и JoJo's Bizarre Adventure Volume 3: The World of Dio (яп. ジョジョの奇妙な冒険第3巻 DIOの世界の巻). Главного героя Дзётаро озвучивал Киёюки Янада, Кэндзи Уцуми (первая и вторая части) и Горо Ная (третья часть) озвучивали Джозефа Джостара, Акио Оцука озвучивал Авдола, Сё Хаями — Какёинн, Кэн Ямагути — Польнарефф, Кэйити Намба — Хол Хорс, Сигэру Тиба — Джи Гейл и Норио Вакамото — Дио.

### Игры
На основе манги JoJo’s Bizarre Adventure был создан ряд видеоигр. Первая компьютерная ролевая игра под одноимённым названием, основанная на третьей части Stardust Crusaders, была выпущена в 1993 году для игровой приставки Super Famicom.
В 1998 году компанией Capcom была выпущена вторая одноимённая аркада-файтинг, также по мотивам третьей части. Игра стала бестселлером в Японии. Обновлённая версия игры, выпущенная через год для игровых приставок PlayStation и Dreamcast, получила название JoJo's Bizarre Adventure: Heritage for the Future (яп. ジョジョの奇妙な冒険 未来への遺産 ДзёДзё но Кимуё на Бо:кэн Мирай э но Исан). В августе 2012 года была создана новая версия игры в формате с высокой чёткостью изображения для PlayStation Network и Xbox Live Arcade.
Третья игра компании Capcom под названием Le Bizzarre Avventure di GioGio: Vento Aureo (яп. ジョジョの奇妙な冒険 黄金の旋風 ДзёДзё но Кимуё но Бо:кэн О:гон но Кадзэ) была основана на пятой части манги Golden Wind и выпущена для PlayStation 2 в 2002 году. Игру планировалось выпустить на территории Европы, однако это не удалось сделать из-за названия, которое было созвучно с именами известных музыкальных групп, и принципиального нежелания Араки идти на компромисс и изменять имена. Компания изначально планировала выпустить игру в США, но никаких дальнейших действий предпринято не было и дата выхода так и не была объявлена.
Четвёртая игра в жанре квест под названием JoJo's Bizarre Adventure: Phantom Blood (яп. ジョジョの奇妙な冒険 ファントムブラッド ДзёДзё но Кимуё на Бо:кэн Фантому Бураддо) была выпущена 26 октября 2006 года для PlayStation 2. Сюжет игры основан на первой части манги Phantom Blood. Автор манги лично проверял игру на качество и степень приближённости к оригиналу. Выход игры совпал с 25-летием карьеры Хирохико Араки. Игра содержала бонусный диск, посвящённый 20-летию JoJo’s Bizarre.
5 июля 2012 года на пресс-конференции, посвящённой празднованию 25-летия JoJo’s Bizarre, Араки объявил о выходе игры JoJo's Bizarre Adventure: All Star Battle (яп. ジョジョの奇妙な冒険 オールスターバトル ДзёДзё но Кимуё на Бо:кэн О:ру Сута: Батору), созданной компанией CyberConnect2 для PlayStation 3, которая была выпущена на территории Японии 29 августа 2013 года, а весной 2014 года — в Европе и США. В игре задействованы сюжеты из восьми частей манги. Игра получила приз Japan Game Awards: было сделано 500 000 предзаказов. Продюсер компании Namco Bandai Нориаки Ниино поблагодарил фанатов JoJo, благодаря которым игра стала настолько популярной.
Вторая игра от CyberConnect2 — JoJo's Bizarre Adventure: Eyes of Heaven (яп. ジョジョの奇妙な冒険 アイズオブヘブン ДзёДзё но Кимуё на Боːкэн Аидзу Обу Хэбун) — была выпущена компанией Bandai Namco Entertainment для игровых приставок PlayStation 3 и PlayStation 4. В Японии игра была выпущена 17 декабря 2015 года, в США — 28 июня 2016 года и в Европе 1 июля 2016 года. Ещё перед выходом разработчики пообещали, что исключат любые микротранзакции в игре из-за многочисленных проблем, связанных с ними в All Star Battle. По версии журнала Famitsu, игра получила 34 балла из 40.
В 2014 году вышла первая мобильная игра для операционных систем Android и iOS по мотивам JoJo — JoJo's Bizarre Adventure: Stardust Shooters' (яп. ジョジョの奇妙な冒険 スターダストシューターズ  ДзёДзё но Кимуё но Бо:кэн Сутаːдасуто Сю:та:дзу). Она представляет собой командную игру, где пошагово сражаются две группы противников.
Вторая игра для мобильных устройств под названием JoJo's Bizarre Adventure: Diamond Records (яп. ジョジョの奇妙な冒険 ダイヤモンドレコーズ ДзёДзё но Кимуё на Бо:кэн Дайямондо Рэкоːдзу) была выпущена 20 февраля 2017 года. В ней игрок может перемещаться по трёхмерному открытому игровому миру, вступая в сражения с разными противниками. В игре присутствуют персонажи из первых четырёх частей манги.

## Экранизации

### OVA
По мотивам Stardust Crusaders студией APPP были выпущены два OVA-сериала. Первый OVA-сериал JoJo no Kimyou na Bouken (яп. ジョジョの奇妙な冒険) состоит из шести серий и начинается с середины третьей части манги Stardust Crusaders. Он выпускался с 19 ноября 1993 года по 18 ноября 1994 года.
Второй OVA-сериал под названием JoJo's Bizarre Adventure: Adventure (яп. ジョジョの奇妙な冒険 ADVENTURE) выпускался с 25 мая 2000 года по 25 октября 2002 года, его сюжет разворачивается с начала Stardust Crusaders. Так как хронология первого OVA-сериала охватывает вторую половину сюжета, на территории США было решено сначала выпустить вторую часть серий OVA, а после неё — первую. Распространением занималась компания Super Techno Arts, которая публиковала серии на DVD-изданиях с 2003 года по 2005 год в английском дубляже. OVA-серии были также дублированы на французском языке студией Jérôme PAUWELS, и на итальянском студией Raflesia srl.
Критиками было отмечено заметное упрощение сюжета в OVA-сериале до самых ключевых моментов и сражений, поэтому он подойдёт новичкам, которые хотят ознакомиться с историей JoJo. С другой стороны, сериал обладает достаточно качественной графикой по меркам своего времени. При этом серии, созданные в 2000 году, начисто лишены юмора, который присутствовал в оригинальной манге.
Серии были показаны в 2003 году на Trinoc-Con — конференции, посвящённой научной фантастике, проходившей в Дареме (Северная Каролина, США).

### Аниме-сериал

Сравнение двух экранизаций Stardust Crusaders: справа — OVA сериал 2000 года, слева — аниме-сериал 2014 года

Студией David Production был создан аниме-сериал по мотивам двух первых частей — Phantom Blood и Battle Tendency. При создании адаптации коллективом аниматоров было принято решение, что аниме будет как можно достовернее следовать сюжету оригинального произведения Араки, воспроизводя все сцены и диалоги из манги с мельчайшими деталями. Помимо этого, в аниме-адаптацию было решено перенести из оригинальной работы плавающие слоги катаканы, которые выражали в манге определённую эмоциональную атмосферу или обозначали звуковые эффекты. Режиссёром выступал Наокацу Цуда, известный ранее по работе над экранизацией манги Inu x Boku SS. Цуда признался, что хорошая экранизация «классики» — крайне трудная и кропотливая задача, и сообщил, что поначалу он сомневался, что ему по силам создание качественной экранизации. Взявшись за работу, Цуда решил, что аниме должно как можно достовернее следовать сюжету и художественному стилю манги, в том числе и цветовой передаче, которую задумывал Хирохико Араки. Каждый кадр из аниме до мельчайших деталей должен был копировать страницы оригинального произведения, тем не менее аниме-сериал не должен был от этого терять свою динамичность. Иногда сценаристы сталкивались с проблемой того, что не могли уместить некоторые изображения из манги в «небольшой экран телевизора». Цензуре подверглись сцены насилия, которых было много в оригинале: они были изменены таким образом, чтобы не выглядеть столь шокирующими и жестокими. Цензуре также подверглись некоторые имена персонажей из-за возможных проблем с авторскими правами. Для закрывающих тем были подобраны известные песни, которые Араки слушал во время создания манги: «Roundabout» или «Walk Like an Egyptian» групп Yes и The Bangles соответственно; по задумке Цуды, они должны были вызывать в зрителе чувство ностальгии по 1980-м годам. В некоторых сценах, изображающих окружающее пространство, была использована технология CGI.
Серии начали транслироваться по телеканалу Tokyo Metropolitan Television с 5 октября 2012 года: они охватывают сюжеты первых двух частей: Phantom Blood и Battle Tendency. Первые 9 серий охватывают сюжет первой части манги — Phantom Blood. Изначально студия планировала создать 24 серии, однако этого оказалось недостаточно, чтобы вместить сюжет второй части Battle Tendency, поэтому были добавлены ещё две серии. Так как во второй части значительную роль играют немецкие нацисты, аниме-адаптация подверглась значительной цензуре: были убраны нацистская символика и некоторые фразы, а также были сокращены диалоги. Нацистские приветствия скрывались затемнением на экране.

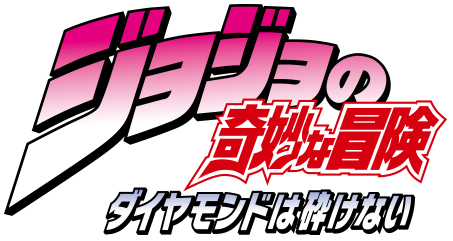
Логотип аниме-экранизации Diamond is Unbreakable

Изначально было задумано создание сериала по мотивам первых двух частей манги, но из-за коммерческого успеха было решено снять продолжение, основанное на третьей части — Stardust Crusaders. В последней серии аниме-сериала был показан короткий тизер о предстоящем выходе продолжения. В октябре 2013 года стало известно о выходе второго сезона аниме. Режиссёром аниме выступал Наокацу Цуда, а над созданием сериала работала студия David Production. Стиль анимации было решено изменить по сравнению с первым сезоном, в соответствии с изменением стиля персонажей оригинальной манги. Сериал транслировался с 4 апреля по 12 сентября 2014 года. 31 июля 2014 года разработчики объявили, что намереваются разбить сюжетную часть Stardust Crusaders на два сезона по 24 серии, чтобы таким образом включить в сюжет всех персонажей и стендов из оригинальной манги. В качестве сэйю было решено выбрать частично тех же актёров, что озвучивали персонажей в играх All Star Battle и Eyes of Heaven. Вторая половина Stardust Crusaders выходила с 10 января по 20 июня 2015 года. Таким образом, экранизация части Stardust Crusaders включает в себя 48 серий. Первая часть транслировалась по японскому телеканалу Tokyo MX и повторно показывалась по телеканалам MBS, Animax и другим. Вторая часть под названием Эдзипуто-хэн (エジプト編?, Battle in Egypt) транслировалась также по телеканалу Tokyo MX. За пределами Японии серии транслировались на сайте Crunchyroll, на английском языке серии были продублированы блоком Adult Swim.
20 декабря 2015 года стало известно о предстоящем выпуске третьего сезона аниме-сериала, созданного по мотивам четвёртой части манги — Diamond Is Unbreakable. Премьера первой серии состоялась 2 апреля 2016 года, последней — 24 декабря того же года. Всего было выпущено 39 серий, режиссёром выступил Като Тосиюки, за сценарий отвечал Ясуко Кобаяси, а за дизайн персонажей — Тэруми Нисии. Сериал транслировался в Японии по телеканалу Tokyo MX, а также на сайте Crunchyroll. Анонс четвёртого сезона по мотивам части Golden Wind состоялся 21 июня 2018 года, о выходе лично сообщил Хирохико Араки, создатель оригинальной манги. Режиссёром выступает снова Наокацу Цуда, сценаристом — Ясуко Кобаяси. Сериал выпускался с 5 октября 2018 года по 28 июля 2019 года, за которое время было выпущено 39 серий. Такамицу Суэёси, один из продюсеров аниме-экранизации Golden Wind заметил, что одной из главных изюминок манги было изображение привлекательных мужчин, поэтому особое внимание создатели сериала уделили дизайну персонажей, чтобы персонажи стали ещё «красивее», продюсер признался, что популярность аниме-сериала ещё подскочила после демонстрации главной команды киллеров-антагонистов. Данный факт одновременно стал и главной проблемой для аниматоров, которым приходилось прорисовывать детализированную «модную» одежду каждого отдельного персонажа для всех сцен. 4 апреля 2021 года на специальном мероприятии JOESTAR The Inherited Soul (яп. ジョースター 受け継がれる魂 Дзё: сута: укецугарэру тамаси:) был анонсирован пятый сезон по мотивам шестой части Stone Ocean. режиссёром выступил Като Тосиюки, за сценарий отвечал Ясуко Кобаяси. Первые 12 серий были выпущены 1 декабря 2021 года в виде ONA на стриминговом сервисе Netflix. Их показ по японскому телевидению начался 7 января 2022 года и закончился 25 марта 2022 года. Вместе с показом последней серии было анонсировано продолжение, но без конкретной даты. 26 марта 2022 года на прямой трансляции со сцены AnimeJapan2022 был показан рекламный ролик-трейлер следующих 12 серий. Их выход состоялся 1 сентября 2022 года предварительным эксклюзивом на Netflix. Заключительные 14 эпизодов стали доступны на Netflix 1 декабря 2022 года. 12 апреля 2025 года на специальном мероприятии JOJODAY в Токио был анонсирован шестой сезон по мотивам седьмой части Steel Ball Run.
Критики в основном положительно отнеслись к аниме-экранизации JoJo, заметив, что создатели стремились достоверно следовать сюжету оригинального произведения; в частности, если у фаната в манге есть любимые сцены, то он с высокой вероятностью их встретит в аниме. Также среди достоинств былo отмечено использование ярких цветов в сценах сражений, которые происходят ночью или в тёмном помещении. С другой стороны, отмечалось то, что качество анимации колеблется между хорошим и плохим, а также то, что стремление достоверно следовать манге приводит к тому, что сцены боя изобилуют комментариями персонажей, объясняющих ход атаки, в результате чего аниме не может сосредоточиться на самом процессе сражения и бой становится похожим на пародию. При обзоре второго сезона было отмечено улучшенное качество анимации, а также стремление более близко следовать манге-оригиналу и передавать ностальгический дух 1980-х годов через звуковые эффекты и музыку в ретро-стиле. Редакция Comicbook с сарказмом отметила, что в экранизации «безумной» истории «JoJo» даже «безумная» цензура уже никого не смущает, приведя в качестве примера сцены, где главный герой Дзётаро курит сигареты.
Комментируя третий сезон по мотивам Diamond is Unbreakable, критики также отмечали стремление следовать канону манги и использование в аниме необычной, «психоделической» цветовой палитры, призванной передавать эмоциональные переживания персонажей. При этом указывались некоторые проблемы с качеством анимации в поздних сериях.

### Фильмы
17 февраля 2007 года студией APPP был выпущен полнометражный мультфильм JoJo no Kimyou na Bouken: Phantom Blood (яп. ジョジョの奇妙な冒険 ファントム ブラッド Дзёдзё но кимё:на бо:кэн: Фантому Бураддо) длительностью в 90 минут. Режиссёром выступил Дзюнъити Хаяма, а дизайнером — Сатору Кувахара. Сюжет мультфильма охватывает первую часть оригинальной манги — Phantom Blood.
4 августа 2017 года в кинотеатрах Японии был показан полнометражный фильм «Невероятные приключения ДжоДжо: Несокрушимый Алмаз Глава I» (яп. ジョジョの奇妙な冒険 ダイヤモンドは砕けない 第一章 Дзёдзё но кимё:на бо:кэн дайямондо ва кудакэнай дай-иссё) по мотивам одноимённой манги Diamond Is Unbreakable, режиссёром которого выступил Такаси Миикэ. Несмотря на то, что основное действие происходит в Японии, основные съёмки фильма проводились в каталонском городе Сиджес. В целом японским зрителям фильм понравился; при этом следует принять во внимание, что скорее всего у них изначально были заниженные ожидания, поскольку, как правило, фильмы, снятые по мотивам манги или аниме, оказываются не очень качественными.

## Популярность

Постер спин-оффа «Rohan Kishibe Goes to Gucci» с изображением Рохана Кисибэ, созданный в рамках проекта японской выставки

Только в Японии к 2011 году было продано более 80 миллионов танкобонов JoJo’s Bizarre Adventure, более 100 миллионов к 2016 году и более 120 миллионов к 2023 году. По данным на 2012 год, JoJo’s Bizarre Adventure была самой длинной мангой в мире, не имевшей на тот момент собственной адаптации телевизионного аниме-сериала. Манга занимает шестое место в списке самых продаваемых в истории по версии Weekly Shonen Jump. Информационный сайт IGN присвоил ей рейтинг «стоит читать», назвав произведение увлекательным на фоне общей массы современной манги. По мнению сайта, JoJo осталась такой же уникальной, какой была 15 лет назад, на пике своей популярности. Стиль персонажей и особенности сюжета во многом схожи с другими произведениями, такими как Street Fighter и Fist of the North Star. На десятом японском фестивале медиа-искусства, по результатам опроса фанатов, JoJo’s Bizarre Adventure заняла второе место в списке самых популярных манг за всю историю. Также по результатам опроса компании Oricon «На основе какой манги следует создать игру?», JoJo’s Bizarre получила десятое место. В 2013 году, по результатам опроса издания Kono Manga ga Sugoi!, последняя франшиза JoJo’s Bizarre — JoJolion — заняла двенадцатое место в списке лучших манг для читателей мужского пола, а среди самых продаваемых манг в Японии (в течение первой недели после выпуска) первый том JoJolion занял второе место, второй том — третье место, а третий том — снова второе место. Первые три тома стали одними из самых продаваемых изданий в Японии в 2012 году. В 2018 году, по результатам выбора редакции Comicbook, JoJo заняла третье место в списке лучших произведений в истории журнала Weekly Shonen Jump.
Серия аниме-экранизаций производства David Production, выпускающаяся с 2012 года стала прорывом для франшизы Jojo. Сама же студия благодаря этому сумела пробиться в высшую лигу в аниме-индустрии. Успех был обусловлен в целом высоким качеством выпущенных аниме-сериалов и их уваженимем к сюжету манги-первоисточника. Попытки экранизировать Jojo предпринимались и раньше другими студиями, но с переменным успехом. Выпуск каждого сезона становится громким событием, а сами серии интернет-пользователи расхватывают на цитаты, нарезки и интернет-мемы. В итоге о франшизе узнают и те, кто не интересуется ею или даже японской анимацией в целом. Крис Стакмэнн в своей книге Anime Impact, вышедшей в 2018 году, описывая выросшую за последние несколько лет фанатскую аудиторию, отметил, что представители фэндома JoJo отличаются от других сообществ своим энтузиазмом, сплочённостью, а также общей удовлетворённостью франшизой, чего лишены большинство крупных фанатских сообществ. Помимо этого фанаты JoJo создают большое количество тематических артов и имеют множество общих тем для обсуждения, например, «кем является их любимый персонаж, или стенд, или какая часть хуже или лучше». Тем не менее излишняя верность франшизе JoJo приводит в некоторых случаях к агрессии фанатов, направленной против тех, кто критикует серию манги в целом или демонстрирует к ней своё равнодушие

### Влияние
В 2009 году Хирохико Араки стал одним из пяти мангак, чьи произведения были выставлены в Лувре. В частности, на выставке The Louvre Invites Comic-Strip Art, которая была организована для демонстрации комиксов, было представлено произведение Араки — JoJo’s Rohan Kishibe, являющееся частью франшизы JoJo’s Bizarre. Согласно опросу, проведенному в 2007 году Агентством по делам культуры Японии, она занимает второе место среди лучшей манги всех времен (первое место — Slam Dunk).

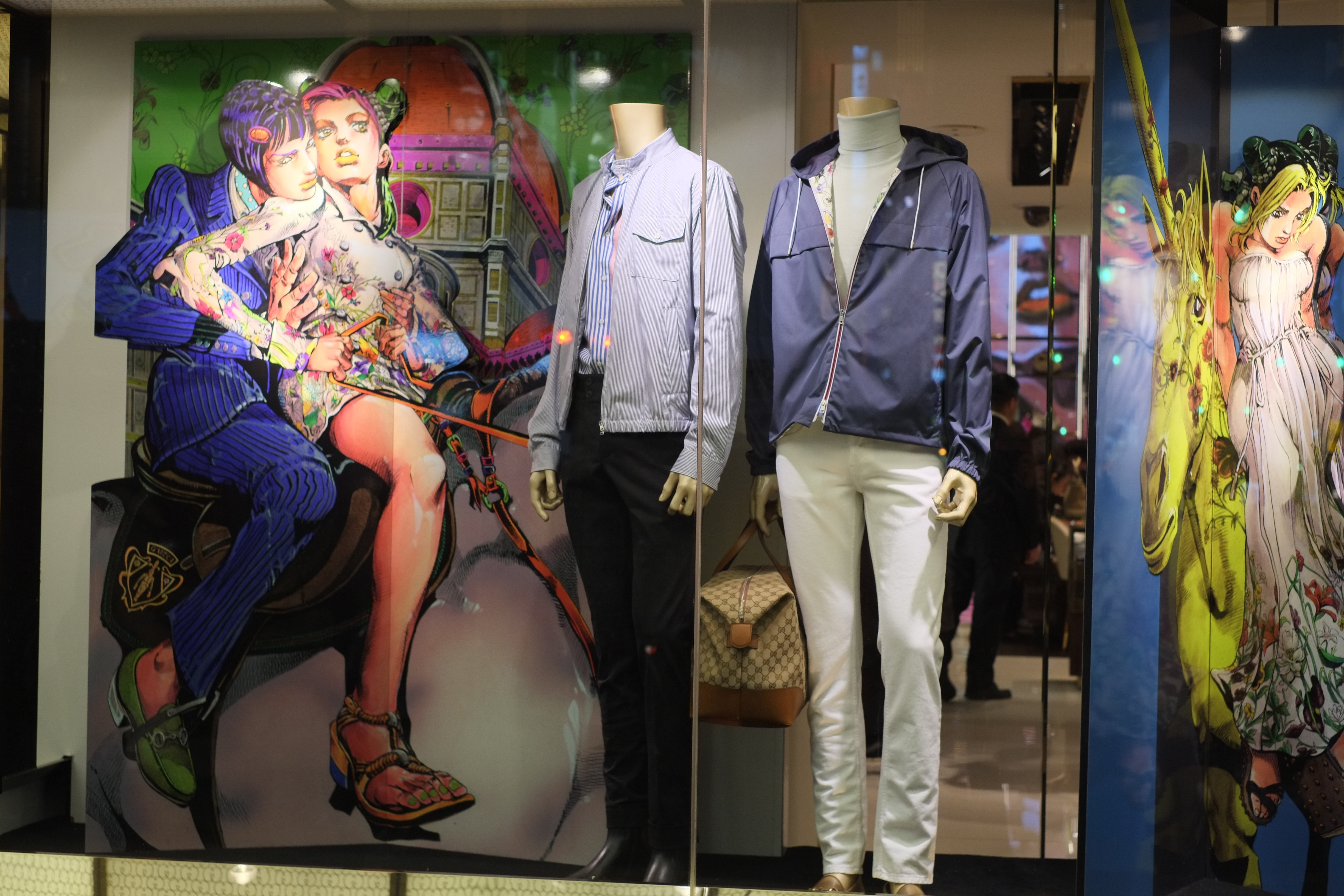
Фотография витрины Jolyne, Fly High with GUCCI с коллекцией Gucci resort 2013, созданной в рамках сотрудничества итальянского дома моды Gucci и Хирохико Араки

В честь стенда Love Deluxe, принадлежащего Юкако Ямагиси, одному из второстепенных персонажей четвёртой части Diamond Is Unbreakable, был назван открытый в 2012 году вид тихоходок — Neostygarctus lovedeluxe.
С 17 сентября по 6 октября 2011 года в городе Синдзюку брендом Gucci была организована выставка Rohan Kishibe Goes to Gucci, ставшая результатом сотрудничества итальянского бренда, автора манги JoJo’s Bizarre и журнала моды Spur. Выставка была посвящена 90-летнему юбилею Gucci. На ней была представлена фигура Рохана Кисибэ в натуральную величину, работы Хирохико Араки, включая его новые выпуски 2011 и 2012 годов, дизайнерская одежда Араки, а также комикс под названием Rohan Kishibe Goes to Gucci, в котором Рохан отправляется на завод Gucci, чтобы раскрыть тайну волшебной сумки. Ещё одна история под названием Jolyne, Fly High with GUCCI, где главной героиней становится Джолин Кудзё, была выпущена в журнале Spur в феврале 2013 года. Помимо этого, свою коллекцию уличной одежды, связанную с мотивами манги Stardust Crusaders, в 2018 году выпустил японский бренд одежды glamb.
В 2018 году к выпуску планировался выход ограниченной модели смартфонов LG V30+, чьё оформление включало в себя элементы из манги JoJo — Golden Wind. Телефон включал в себя тематические обои для рабочего стола, музыку и приложение для камеры.
В честь 25-й годовщины выпуска первой манги JoJo’s был открыт магазин «Лоусон», расположенный в родном городе автора — Сендай. Он выглядит точно так же, как вымышленный магазин «Оусон» из четвёртой части Diamond Is Unbreakable. С 28 июля по 30 сентября в магазине были представлены эксклюзивные товары от бренда «Оусон». В 2017 году, в котором отмечалось 30-летие манги, в Сендае была открыта выставка, включавшая 200 постеров JoJo, созданных Араки.
Также в честь 25-летия манги в октябрьский выпуск Ultra Jump был вложен специальный буклет, на котором было написано 25 Years With JoJo. В рамках празднования юбилея поздравления отправляли такие известные мангаки, как Акира Торияма, Ёсихиро Тогаси, Эйитиро Ода, группа CLAMP и многие другие. Отсылки к JoJo встречаются во множестве других произведениях аниме и манги — например, в OreShura, где главная героиня является фанатом JoJo, а также в аниме Gintama, No Game No Life, Haiyore! Nyaruko-san, Monster Musume, Rurouni Kenshin и другие. Отсылки к манге есть в таких играх, как Castlevania, Skullgirls, Touhou, World of Warcraft, Undertale,  Team Fortress 2 и других.
С 29 августа по 9 сентября 2013 года, в рамках рекламы игры All Star Battle по мотивам JoJo, на поездах линии Яманотэ были расклеены постеры игры с изображениями тридцати трёх персонажей вселенной JoJo.

### Интернет-мемы

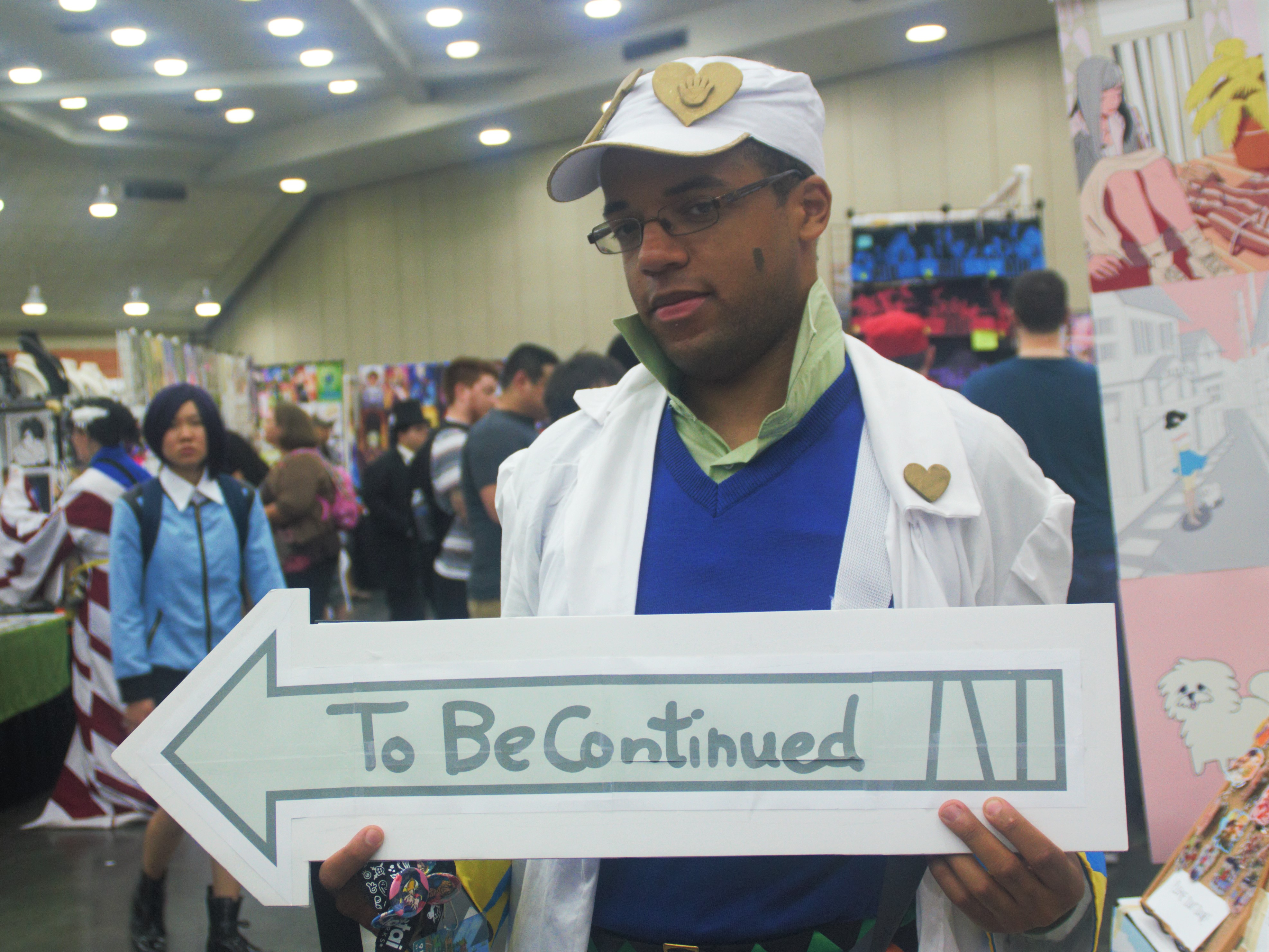
Фанат, держащий табличку «To be Continued»

Франшиза JoJo’s Bizarre Adventure на фоне остальных японских произведений отличается обилием связанных с ней интернет-мемов. Авторский художественный стиль, изображающий мужских персонажей гипермужественными, эротичными, характерные позы героев, преувеличенная эстетика жанра сёнэн, множественные отсылки к поп-культуре, обилие ономатопей и абсурдистского юмора превратили франшизу в эдакий джаггернаут в мем-культуре. Самыми «меметичными» персонажами являются Дзётаро Кудзё и злодей Дио Брандо. Например произнесённая злодеем фраза «KONO DIO DA!» (рус. Это был я, Дио!) или его выкрики «ZA WARUDO!!!», который представляет собой искажённое английское The World, а также «WRYYYYY» и «Muda Muda Muda». В качестве мемов также выделяются ключевая фраза персонажа Дзётаро Кудзё «Yare Yare Daze» (фраза, выражающая безразличие, раздражение или разочарование, ближайшие русские аналоги — «Ну и ну» или «Ё-моё») и боевые выкрики его стенда «ORA ORA ORA».
Другим популярным мемом выступает фраза «Is that a JoJo reference?» (рус. Это отсылка к JoJo?), которую фанаты манги часто использовали на интернет-форумах, ища возможные отсылки к JoJo на фоне того, что другие произведения часто пародировали работу Хирохико Араки.
Источниками для шуток становились, в том числе, некачественные любительские переводы манги на английский язык до её официального выпуска в США. В частности предметов внимания стали такие фразы, как «What a beautiful Duwang!», появившиеся в результате небрежного перевода, или «How many breads have you eaten?» (рус. Сколько хлеба ты съел?).
Выпуск аниме-экранизации по мотивам манги положил начало новой серии мемов: например, многие сцены в сериале заканчивались с клиффхэнгером и стали основой для известного интернет-мема «To Be Continued». Его суть заключается в том, что показывается видео, которое останавливается на самом интересном моменте и в это время появляется табличка «To be Continued» в сопровождении песни «Roundabout».

### ПозыJoJo

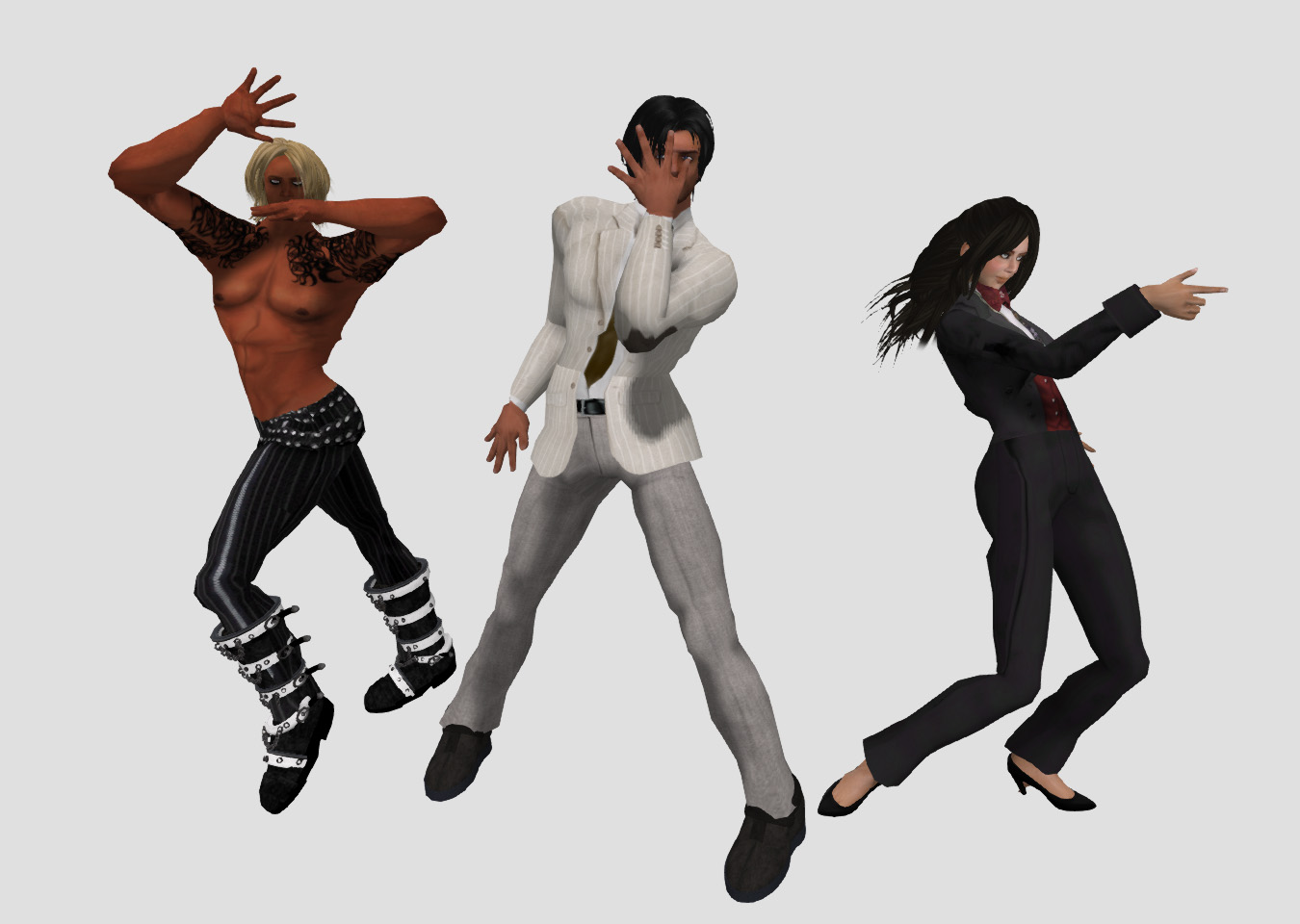
Модельные персонажи с характерными позами JoJo

Так как в работах Араки персонажи часто принимают необычные и неестественные позы, они стали объектом многочисленных пародий фанатов манги. Так называемые позы JoJo широко известны в японской культуре и часто имитируются в других японских произведениях и медиа.
Традиция копировать позы персонажей появилась в сообществе фанатов Bungei Junkie Paradise (яп.  文芸ジャンキーパラダイス) и получила название — JoJo’s Posing School (яп. ジョジョ立ち教室), согласно «уставу» которой фанат копирует позу персонажа из манги и выкладывает её в Интернет. Поза JoJo быстро завоевала большую популярность на территории Японии, фанаты стали устраивать встречи, где совместно делали фотографии и видео. Пик популярности пришёлся на 2004 год, когда фанаты устраивали крупные флеш-мобы, пародируя позы JoJo. Эти события были освещены местными японскими СМИ, а сам термин «поза JoJo» был включён в японский словарь современных слов, как феномен, получивший большую популярность среди фанатов в 2005 году.
Известная японская певица Кяри Памю Памю является поклонницей JoJo и во время своих выступлений часто принимает культовые позы персонажей из манги. Кроме этого, она назвала свою собаку JoJo. Позы также пародировалa Сёко Накагава, которая присутствовала во время интервью с Араки в костюме Дзётаро Кудзё. Юка Касино из японской музыкальной группы Perfume в своих интервью часто говорит, что является поклонницей манги JoJo, и пародирует позы в своих танцах. Её группа даже выпустила специальный клип, посвящённый этим позам.

### Скандалы
В мае 2008 года компании Shueisha и APPP были вынуждены приостановить выпуск манги и серий OVA на целый год после того, как египетские исламские фундаменталисты пожаловались на содержание OVA-сериала 2001 года выпуска, заметив, что Дио Брандо — главный злодей сериала — обещал убить главного героя Дзётаро Кудзё, читая стихи из Корана. В частности, они утверждали, что всё это было создано намеренно с целью очернить священную книгу и для того, чтобы представить мусульман в образе террористов.
В результате компании Viz Media и Shueisha принесли официальные извинения мусульманским общинам. Сам автор изобразил в манге не Коран, а лишь книгу с непонятными символами, а при создании аниме аниматоры, не знавшие арабского, решили вставить случайный текст на этом языке — это оказалась сура Ар-Раад из Корана. Добавляя «арабский текст», аниматоры хотели передать подлинное чувство того, что Дио Брандо скрывается в Египте. После данного заявления более чем на 300 арабских и исламских форумах появились гневные комментарии с обвинениями Японии в оскорблении Корана и мусульман. Египетский шейх Абдул Хамид Аттраш заявил, что создатели сериала являются врагами ислама. Данному событию предшествовало то, что пиратская версия сериала была опубликована в интернете с арабскими субтитрами в 2007 году. Компания Viz Media позже убедила автора манги перерисовать сцену, где герои сражаются на крыше и разрушают здание, похожее на мечеть. Джейсон Томсон, известный критик манги, причислил «исчезновение мечетей» к главным цензурным провалам в истории манги
В 2015 году свой открытый протест против манги JoJo и её экранизаций выразила правозащитная организация PETA, сославшись на сцены, где собаки и другие животные подвергаются насилию и погибают от рук отрицательных персонажей. PETA призвала прекратить выпуск аниме-экранизаций, так как опасалась дальнейшей демонстрации сцен насилия над животными.

## Отзывы и критика
Франшиза JoJo’s Bizarre Adventure снискала широкую известность у читателей и зрителей. В то время как в Японии JoJo является одной из самых успешных и продолжительных манг, на Западе, по состоянию на 2017 год, она только набирала популярность. Многие пользователи интернета познакомились с франшизой через интернет-мемы или изображения старого OVA-сериала. При этом для многих западных читателей именно третья часть Stardust Crusaders ассоциируется с JoJo. По мнению Джейсона Томсона из Anime News Network, неудачная попытка выпуска манги в США в 1990-е годы была вызвана тем, что западная аудитория тогда ещё не была готова принять слишком «странный сюжет» истории Араки, «так как ассоциировала японскую литературу и анимацию о сражениях скорее с ниндзя и самураями». Виктор Джермано с сайта Comunica Uem утверждал, что популярность манги обусловлена нетрадиционным изображением мужчин, выходящих за рамки стереотипной мужественности. Хирохико Араки, даже несмотря на обвинения в гомофобии из-за постов в социальных сетях, активно исследовал небинарные мужские образы, изображая своих героев в ярких эротизированных образах и с «нетипичным» поведением, например отсутствием интереса к женщинам. По мнению Джермано, Араки в своих историях постоянно идеализирует и восхваляет красоту мужского тела. Одновременно эта была главная причина, почему у франшизы десятилетиями не было полноценной экранизации, учитывая, что Jojo, как манга пользовалась большим успехом в Японии. Также есть мнение, что запоздалое появление фанатов на Западе объясняется любовью автора произведения называть персонажей и стендов в честь известных музыкальных групп, что привело к проблемам с авторскими правами, которые долгое время не позволяли опубликовать мангу в западных странах. При этом критик советует знакомиться с франшизой через просмотр аниме-адаптации, которая в общем достоверно следует сюжету манги. Больший успех JoJo завоевала в Италии, где остаётся самым долгоживущим сёнэн-боевиком, издающимся в стране. Редакция Ramenparados считает, что Наокацу Цуду, режиссёру удачных аниме-экранизаций JoJo, выпущенных в 2012—2014 годах, удалось вернуть франшизу в её второй золотой век.

### Сеттинг
По мнению ряда обозревателей, важное преимущество франшизы заключается в том, что новичку не обязательно читать предыдущие главы, так как каждая часть — это самостоятельная и свежая история, объединённая общим сеттингом, в них редко встречаются лица из предыдущих частей и есть лишь небольшие пересечения с событиями прошлого. Также критики заметили, что франшиза в общем не страдает от недостатка разнообразия, каждая часть манги приносит новую динамику, не теряет свою свежесть, сюжет же демонстрирует новых персонажей с инновационным визуальным дизайном и уникальными способностями. Было отмечено, что, с одной стороны, каждая отдельная часть достаточно изолирована, чтобы считаться самостоятельной историей, но с другой стороны все части «JoJo» остаются всеобъемлющим рассказом, посвященным Джостарам, их союзникам, врагам, и их «причудливым приключениям». Критик Geek также отметил: «Рассказывая одну и ту же историю в течение 30 лет, Хирохико Араки сумел сохранить в своём сюжете движение и юмор. В то время как большинство японских комиксов страдает от плохой проработки окружающего мира и заднего плана, работа Араки не грешит этим, а сюжет хорошо откладывается в памяти читателя». Аналогично заметил редактор журнала «Мир фантастики», назвав продуманный дизайн и сеттинг одной из главных составляющих успеха франшизы, способных «превратить в шедевр даже не самый интересный сюжет» и «сделать из всего захватывающее действо, включая бытовые моменты». Он также похвалил автора манги за достоверное изображение разных культур за пределами Японии. Джейсон Томсон заметил, что даже если JoJo’s Bizarre Adventure формально считается сёнэн-боевиком, она достаточно необычна и притязательна, чтобы считаться культовым хитом. «В мире манги, где по сути произведения копируют друг друга, франшиза JoJo остаётся единственной в своём роде».
Франшиза Jojo представляет собой сложную, постоянно развивающуюся серию и представляет собой типичный пример интертекста, то есть включает в себя множество внешних отсылок: если читатель поймёт их смысл, то они позволят ему сформировать более обширное представление о сеттинге и поддерживать бо́льший интерес к произведению. Представитель TheLink отдельно заметил, что не стоит применять логику к сюжету и действиям персонажа, в противном случае это обернётся читателю «ночным кошмаром». Критик отметил, что Хирохико Араки никогда не стремится придать логическое объяснение событиям и зачастую некоторые сюжетные повороты выглядят так, будто автор их придумал на месте, что при этом никак не портит сюжет.
В отличие от большинства сёнэн-произведений, где решающим фактором в бою является «сила и решительность», в сражениях манги Jojo главную роль играет стратегия и логика, а любой враг, даже внешне самый слабый, может стать смертельно опасным. В сценах боя противники постоянно следят за движением друг друга и анализируют окружающую обстановку в попытке использовать её в свою пользу. Также было замечено, что автор манги при прописании сцен сражения часто опирается на те или иные научные факты, от взаимосвязи времени и гравитации, до распространения золотого сечения в природе. С другой стороны, было замечено, что «сцены сражения выглядят порой чрезмерно жестокими и кровавыми, герои постоянно получают смертельные раны, теряют конечности, галлоны крови, но при этом сразу выздоравливают, и это при том, что герой с исцеляющим стендом появляется только в четвёртой части». В сюжете явно заметно влияние жанра ужасов, присутствие таких элементов, как сцены крови, вампиры, зомби, серийные убийцы, маньяки и прочая соответствующая атрибутика. В некоторых сюжетных линиях, например сражении со стендом Эньи Гейл, имеются явные отсылки к произведениям Стивена Кинга или фильму «Кошмар на улице Вязов». При этом иногда сцены ужасов Араки умудряется перевести в шутку.
Отдельно критик Polygon заметил, что сюжет всех частей JoJo при должном раскрытии главных и второстепенных героев, плохо или вовсе никак не раскрывает взаимоотношения родственников, возводя их в ранг союзничества, как это сделано например с Джозефом Джостаром и его матерью Лизой Лизой из Battle Tendency, или Дзётаро Кудзё и его дедом Джозефом Джостаром из Stardust Crusaders. Также критик заметил, что например крайне слабо раскрыта тема отношений Дзётаро Кудзё и его дочери Джолин Кудзё, а для многих поклонников манги и аниме JoJo до тех пор является загадкой, как и когда злодей-вампир Дио Брандо при его отношении к людям, как к еде — умудрился стать отцом.

### Фабула

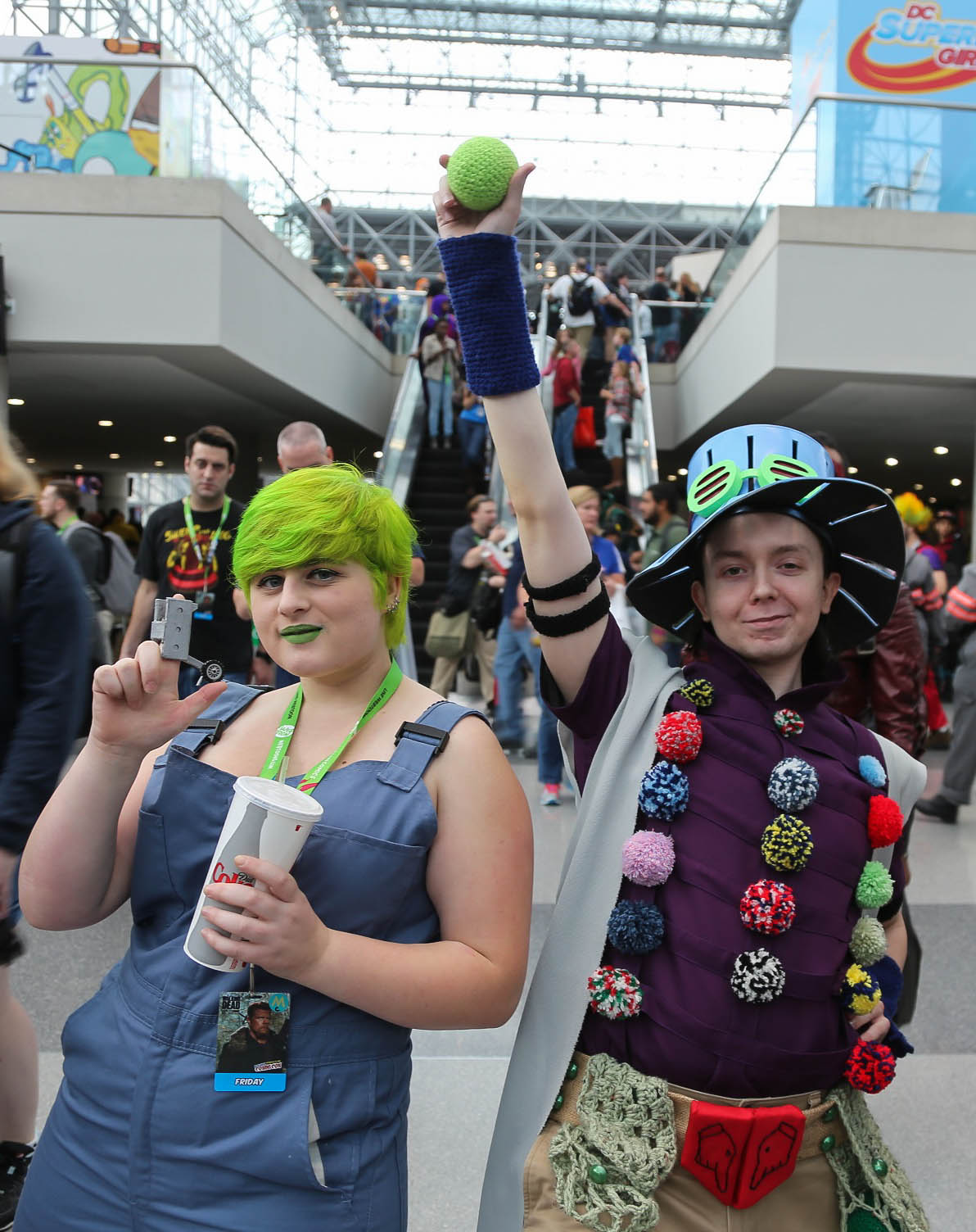
Косплей персонажей Фу Файтерс из Stone Ocean и Джайро Цеппели из Steel Ball Run

Первая часть — Phantom Blood — считается самой слабой частью с недостаточно проработанным, скучным главным героем и вялым сюжетом. Тем не менее Phantom Blood остаётся важной опорой для остальных частей манги JoJo. Вторая часть — Battle Tendency — считается критиками уже более интересной и динамичной, встающей на один уровень с остальными боевыми сёнэн-мангами. Ранние части серии JoJo в своё время сравнивали в худшую сторону с популярным в то время сёнэн-боевиком «Кулак Полярной звезды».
Сама франшиза JoJo в своём современном виде была заложена третьей частью Stardust Crusaders, в которой герои сталкиваются с разными врагами, наблюдают за странными явлениями стенда врага и борются за жизнь, пытаясь разгадать его уловки. Если первые две части — Phantom Blood и Battle Tendecy — выглядят, как типичные боевики, то введение стендов в Stardust Crusaders придаёт необычность сюжету, а каждый бой похож на головоломку с высокими ставками, и умение играть с коварством и отвлекать противника может полностью перевернуть исход битвы. Начиная с манги Diamond is Unbreakable, идея противостояния добра и зла вместе с защитой во имя общего блага заменяется внутренними конфликтами персонажей, сюжет позволяет им оставаться эгоистами и защитниками частной собственности.
Рецензент Geekbomb отметил, что если Stardust Crusaders — «мышца франшизы JoJo», то Diamond Is Unbreakable — «её светящийся и драгоценный камень». В пятой части Golden Wind Араки придаёт сюжету новую драматическую глубину, показывая героев-изгоев, «преступников с благородным сердцем». Golden Wind вступает в резкий контраст с предыдущими частями, отличающимися своей беззаботностью и карикатурностью. В частности, мир Golden Wind переполнен несправедливостью и болью. Сюжет даёт углублённое исследование личных историй главных героев, их психологическое взаимодействие и отодвигает боевые сражения на второй план. В то же время шестая часть Stone Ocean получилась самой слабой, похожей скорее на побочную историю. Так, среди основных проблем был замечен излишне запутанный и переработанный сюжет, из-за чего терялась линия повествования.
В седьмой части — Steel Ball Run — происходит заметное углубление автором в психологию, воспоминания и личностные качества персонажей, размытие границы между «плохим и хорошим», «победителями и проигравшими». На этом фоне сражения с применением стендов уходят на второй план. Сюжет ориентируется на более взрослых читателей, в частности, в манге затрагиваются такие этически сложные темы, как, например, изображения злодея, которым движут благие мотивы в рамках его ценностей. Редакция Kono Manga заметила, что люди, не знакомые с предыдущими частями франшизы Jojo, могут вполне начать знакомство с данной части. Фанатским сообществом Steel Ball Run признана одной из лучших частей во франшизе.
Критик Geek назвал изображение развития товарищеских отношений между главными героями Джонни и Джайро одним из лучших, что он когда либо встречал в комиксах, с другой стороны читатели могут неоднозначно понять переосмысление стендов, похожих теперь на металлические шарики. В восьмой и последней части манги — JoJolion, которая представляет собой интерпретацию Diamond Is Unbreakable, автор делает акцент на загадочности и раскрытии тайн, к которым стремится главный герой в течение истории. Тем не менее новая часть во всех смыслах выглядит слабее, чем Steel Ball Run.

### Стиль рисования

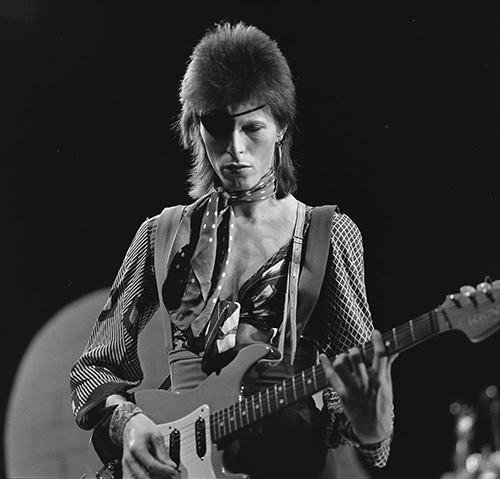
Персонажи вселенной Jojo обладают сходством со сценическими образами музыканта Дэвида Боуи — «Bowie-esque»

По мнению редактора журнала «Мир фантастики», дизайн персонажей Jojo «моментально врезается в память, их ни с кем невозможно спутать». За 30 лет выпуска франшизы внешность персонажей претерпела заметные изменения: так, например, в первых трёх частях критики отметили, что у персонажей чрезмерно массивные тела и диспропорция в анатомии. По мнению Ребекки Сильверман из ANN, их маленькие головы очень странно смотрятся на огромных мускулистых телах. В этом было замечено явное заимствование стиля персонажей из манги «Кулак Полярной звезды».
Начиная с четвёртой части, Хирохико Араки изображает своих персонажей в авторском стиле, яркими. Их черты лица и отдельные части тела подробно прорисованы, поведение героев и их стиль одежды указывают на выраженную андрогинию. При столкновении с противниками герои часто принимают необычные позы, получившие название «позы „Jojo“».
В поздних частях было замечено, что Араки лишил своих персонажей мачистской внешности, придавая их образам всё более яркий и красивый вид, знойный взгляд и пышные губы. Персонажи Араки становятся обладателями более андрогинной внешности, чем в каком-либо другом произведении. Критик Isolaillyon описал эволюцию стиля Араки как переход из образа «мышечных мастодонтов» к «гомоэротическим модникам». Было замечено, что автор с каждой новой частью манги всё больше выходил из рамок традиционной маскулинности и гендерной бинарности, делая своих персонажей-мужчин сентиментальными, рисуя их в яркой одежде, оголяющей некоторые части тела, с макияжем и в пикантных позах. В самой манге явно выражена мужская сексуальность через призму традиционной женской сексуальности, то есть персонажи-мужчины представлены в идеализированных и эротичных образах, они становятся объектами желаний.
Франческо-Аллесио Урсини, профессор Йёнчёпингского университета в области лингвистики и литературы, считает, что на художественный стиль и сеттинг JoJo значительно повлияла творческая деятельность британского рок-музыканта Дэвида Боуи, который, так же как и Хирохико Араки, экспериментировал над своими сценическими и кинематографическими образами, часто придавая им яркий, экзотический образ, а также испытывая себя в разных жанрах, в том числе и в ужасах. В своём исследовании Урсини отметил явное сходство во внешности персонажей, особенно главных злодеев Араки, с образом Боуи, а также параллельность развития художественных стилей Араки и Боуи в 1980-е и 1990-е годы. В частности, Дио Брандо обладает явными отсылками к образу Боуи 1980-х годов, что выражается не только в его причёске и ярком прикиде, но и в общем имидже жестокого и харизматичного злодея. В 1990-е годы, когда Боуи, выходя за рамки маскулинности, развивает андрогинный образ своих персонажей (т. н. «Bowie-esque»), это же находит отражение и в работах Араки: начиная с четвёртой части (Diamond Is Unbreakable) стиль персонажей Араки также можно условно назвать «Jojo-esque». Помимо этого, за основу внешности некоторых злодеев JoJo были взяты такие образы музыканта, как серийные убийцы в элегантных классических костюмах, что нашло отражение во внешности таких злодеев, как Ёсикагэ Кира или Фанни Валентайн.

### Спорные темы
Комментируя скандал с исламскими фундаменталистами, Джейсон Томсон заметил, что JoJo уже долгое время пользовалась популярностью у арабских фанатов, которые не обращали внимание на короткую сцену из ранней экранизации Stardust Crusaders, где злодей Дио Брандо читает Коран, пока кто-то не обиделся и не сообщил это своему отцу или кому-то ещё. А сами люди, раздувшие скандал, не были знакомы с мангой. При этом Томсон считает, что не следует быть настолько чувствительным: например, есть множество произведений, таких как Devilman, Bastard!!, «Обитель ангелов» или «Евангелион», где авторы вольно интерпретирует христианские учения. Затрагивая также потенциально оскорбительные вещи, Томсон обратил внимание на расизм, точнее, излишне стереотипное изображение персонажей каких-либо этнических меньшинств. Например изображения белых американцев и их политиков в виде «высокомерных и жадных подонков», сцена в Индии, где злодей использует толпу нищих как прикрытие для нападения на героев, или же сцена с Польнареффом, который впадает в панику, так как оказывается в центре толпы темнокожих попрошаек. Отдельно критик упомянул изображение Авдола, который похож не на египтянина, а скорее на верного мавра-фокусника, который служит своему белому хозяину Джозефу; некоторой части аудитории такой образ может показаться неприятным. Кроме того его имя — Авдол (а не Абдул) не считается по-настоящему арабским. Тем не менее, как отметил Томсон, учитывая, что в манге, где все персонажи похожи на фриков с необычной внешностью, этот аспект не столь критичен.
У отдельных обозревателей споры вызвали также сцены жестокого обращения с животными, в частности, было замечено, что все собаки, появляющиеся в манге, становились жертвами убийств и вводились в сюжет, чтобы продемонстрировать жестокость очередного антагониста. Кроме этого, была отмечена слишком несущественная и отрицательная роль женщин в сюжете Phantom Blood.

### Комментарии
1. ↑  ДжоДжо — это изначально сокращение от имени и фамилии главного героя первой части манги — Джонатана Джостара.
2. 1 2  «Стенд» (яп. スタンド сутандо) во вселенной JoJo — сверхъестественная способность временно создавать из внутренней энергии тела физическую форму боевого аватара. Стенды обладают разной внешностью и размером и обладают индивидуальными способностями.
3. ↑  «Хамон» (яп. 波紋 хамон) во вселенной JoJo — способность создавать из внутренней энергии тела концентрические волны, похожие по своей природе на солнечный свет и обладающие по этой причине высокой эффективностью в бою против вампиров и нечисти, обращая их тела в пепел.
4. ↑  Знаки катаканы ジョ по правилам системы Поливанова записываются как дзё, а по системе Хэпбёрна — как jo (джо): в русском языке система Поливанова распространяется в обязательном порядке на все японские имена и фамилии, но не иностранные, поэтому имена разных персонажей выборочно записываются с джо, или дзё.
5. ↑  Согласно сюжету Phantom Blood, вампир Дио Брандо полностью лишился своего тела, но выжила его голова. Позже Дио напал на Джонатана Джостара на корабле, чтобы захватить его тело и заменить голову Джонатана своей. Хоть сюжет Phantom Blood не показывает, удалось ли Дио осуществить свою задумку, так как корабль утонул, но это подтверждается в манге Stardust Crusaders, где у Дио виден шрам на шее, а также родимое пятно в форме звезды, которую имел Джонатан.
6. ↑  Дио Брандо, во время зачатия Джорно, был носителем тела Джонатана Джостара, таким образом он не биологический отец для Джорно
7. ↑  Конкретно Томсон сравнивает Авдола с Пенджабом — персонажем американского фильма «Энни» 1982 года выпуска, который воплощает западный стереотип экзотического темнокожего человека в тюрбане, молчаливого, сдержанного на эмоции, но выполняющего разные магические трюки. Джозефа Джостара же Томсон сравниваeт с «папашей» Оливером Уорбуксом, успешным американским капиталистом и миллиардером, которому служит Пенджаб. (Annie (1982): a bizarre, patriotic portrait of capitalist white America (англ.). Newstatesman. Дата обращения: 24 сентября 2018. Архивировано 24 сентября 2018 года.)